# Apagoge
L'apagoge è una figura retorica – utilizzata in particolare in campo filosofico, logico e giuridico – assimilabile alla reductio ad absurdum di Zenone di Elea. 
Più propriamente la apagoge non è una dimostrazione, bensì il metodo di ragionamento sillogistico per cui la verità di una tesi si prova dimostrando la falsità delle conseguenze della tesi contraria; quindi la giustificazione della falsità di un'affermazione avviene sottolineando l'assurdità delle conseguenze.
Giovanni Tarello (1934-1987) annoverava l'argomento apagogico tra gli argomenti dell'interpretazione giuridica.
A volte questo termine è usato invece come sinonimo di abduzione.